# Wagniswegfall
Der Wagniswegfall ist ein Fachbegriff aus dem Versicherungswesen und ist auch unter der Bezeichnung Risikowegfall oder Risikofortfall geläufig. Ein solcher tritt ein, wenn ein versichertes Wagnis bzw. Risiko vollständig und dauerhaft wegfällt. Dies hat zur Folge, dass sich ein vertraglich abgeschlossener Versicherungsschutz erübrigt und die Versicherung damit erlischt.
Der Wagniswegfall kann dabei verschiedene Gründe haben. Im Bereich der Autoversicherung tritt der Wegfall des Risikos dann ein, wenn das versicherte Fahrzeug verkauft wird oder aber durch einen Unfall einen Totalschaden erlitten hat. Im Fall einer Hausratversicherung spricht man von einem Wagniswegfall, wenn der gesamte Hausrat aufgelöst wird, weil der Bewohner beispielsweise verstorben ist oder in einem Heim untergebracht werden muss.